# Viabon
Viabon és un municipi francès, situat al departament de l'Eure i Loir i a la regió de Centre – Vall del Loira. L'any 2007 tenia 306 habitants.

## Demografia

### Població
El 2007 la població de fet de Viabon era de 306 persones. Hi havia 130 famílies, de les quals 40 eren unipersonals (20 homes vivint sols i 20 dones vivint soles), 47 parelles sense fills, 35 parelles amb fills i 8 famílies monoparentals amb fills.
La població ha evolucionat segons el següent gràfic:
Habitants censats

### Habitatges
El 2007 hi havia 182 habitatges, 132 eren l'habitatge principal de la família, 35 eren segones residències i 15 estaven desocupats. Tots els 180 habitatges eren cases. Dels 132 habitatges principals, 119 estaven ocupats pels seus propietaris, 9 estaven llogats i ocupats pels llogaters i 4 estaven cedits a títol gratuït; 1 tenia una cambra, 6 en tenien dues, 19 en tenien tres, 30 en tenien quatre i 76 en tenien cinc o més. 86 habitatges disposaven pel capbaix d'una plaça de pàrquing. A 52 habitatges hi havia un automòbil i a 69 n'hi havia dos o més.

### Piràmide de població
La piràmide de població per edats i sexe el 2009 era:
| Homes | Edats   | Dones |
| ----- | ------- | ----- |
| 0     | 95 o +  | 0     |
| 0     | 90 a 94 | 0     |
| 4     | 85 a 89 | 4     |
| 4     | 80 a 84 | 0     |
| 4     | 75 a 79 | 8     |
| 16    | 70 a 74 | 16    |
| 8     | 65 a 69 | 0     |
| 8     | 60 a 64 | 16    |
| 8     | 55 a 59 | 0     |
| 8     | 50 a 54 | 20    |
| 16    | 45 a 49 | 0     |
| 16    | 40 a 44 | 8     |
| 4     | 35 a 39 | 8     |
| 8     | 30 a 34 | 4     |
| 0     | 25 a 29 | 4     |
| 0     | 20 a 24 | 0     |
| 8     | 15 a 19 | 4     |
| 12    | 10 a 14 | 4     |
| 4     | 5 a 9   | 4     |
| 4     | 0 a 4   | 0     |

## Economia
El 2007 la població en edat de treballar era de 194 persones, 143 eren actives i 51 eren inactives. De les 143 persones actives 136 estaven ocupades (78 homes i 58 dones) i 7 estaven aturades (1 home i 6 dones). De les 51 persones inactives 22 estaven jubilades, 16 estaven estudiant i 13 estaven classificades com a «altres inactius».

### Ingressos
El 2009 a Viabon hi havia 134 unitats fiscals que integraven 308,5 persones, la mediana anual d'ingressos fiscals per persona era de 20.354 €.

### Activitats econòmiques
Dels 10 establiments que hi havia el 2007, 2 eren d'empreses de fabricació de material elèctric, 1 d'una empresa de construcció, 5 d'empreses de comerç i reparació d'automòbils i 2 d'empreses de serveis.
L'únic servei als particulars que hi havia el 2009 era un paleta.
L'any 2000 a Viabon hi havia 29 explotacions agrícoles que ocupaven un total de 3.400 hectàrees.

## Poblacions més properes
El següent diagrama mostra les poblacions més properes.